# Hydrochus rufipes
Hydrochus rufipes är en skalbaggsart som beskrevs av Melsheimer 1844. Hydrochus rufipes ingår i släktet Hydrochus och familjen gyttjebaggar. Inga underarter finns listade i Catalogue of Life.